# ジュゼッペ・ガリバルディ・トロフィー
ジュゼッペ・ガリバルディ・トロフィー（Giuseppe Garibaldi Trophy）は、ラグビーフランス代表とラグビーイタリア代表で争われるトロフィー。シックス・ネイションズの一環として行われており、試合の勝者に授与される。

## 概要
ジュゼッペ・ガリバルディの生誕200年を記念し、2007年のシックス・ネイションズから行われている。
ジュゼッペ・ガリバルディは、フランスで生まれ、普仏戦争中にフランス陸軍の将軍として戦い、後にイタリア王国成立を果たしたイタリアの革命家である。
優勝チームには、黒い棒で円を描いた形のトロフィーを授与される。この賞は、イタリア語では「Trofeo Giuseppe Garibaldi」、フランス語では「Trophée Giuseppe-Garibaldi」という。
第1回はイタリアで行われ、以降の試合会場は、フランスと交互に行われる。

## 結果
2025年まで19回対戦が行われ、フランスが16勝、イタリアが2勝（2011年・2013年）、引き分けが1回（2024年）となっている。引き分けの場合は、どちらも勝者にはならない。
| 回 | 年   | 開催日  | 勝者     | 得点 ホーム対アウェー | 会場                                   | レポート                           |
| -- | ---- | ------- | -------- | --------------------- | -------------------------------------- | ---------------------------------- |
| 1  | 2007 | 2月3日  | フランス | 3–39                  | スタディオ・フラミニオ（ローマ）       | [ 8 ]                              |
| 2  | 2008 | 3月9日  | フランス | 25–13                 | スタッド・ド・フランス（パリ）         | [ 9 ]                              |
| 3  | 2009 | 3月21日 | フランス | 8–50                  | スタディオ・フラミニオ（ローマ）       | [ 10 ]                             |
| 4  | 2010 | 3月14日 | フランス | 46–20                 | スタッド・ド・フランス（パリ）         | [ 11 ] [ 12 ]                      |
| 5  | 2011 | 3月12日 | イタリア | 22–21                 | スタディオ・フラミニオ（ローマ）       | [ 13 ] [ 14 ]                      |
| 6  | 2012 | 2月4日  | フランス | 30–12                 | スタッド・ド・フランス（パリ）         | [ 15 ] [ 16 ]                      |
| 7  | 2013 | 2月3日  | イタリア | 23–18                 | スタディオ・オリンピコ（ローマ）       | [ 17 ] [ 18 ] [ 14 ]               |
| 8  | 2014 | 2月9日  | フランス | 30–10                 | スタッド・ド・フランス（パリ）         | [ 19 ] [ 20 ]                      |
| 9  | 2015 | 3月15日 | フランス | 0–29                  | スタディオ・オリンピコ（ローマ）       | [ 21 ] [ 22 ]                      |
| 10 | 2016 | 2月6日  | フランス | 23–21                 | スタッド・ド・フランス（パリ）         | [ 23 ] [ 24 ] [ 14 ]               |
| 11 | 2017 | 3月11日 | フランス | 18–40                 | スタディオ・オリンピコ（ローマ）       | [ 25 ] [ 26 ]                      |
| 12 | 2018 | 2月23日 | フランス | 34–17                 | スタッド・ヴェロドローム（マルセイユ） | [ 27 ] [ 28 ]                      |
| 13 | 2019 | 3月16日 | フランス | 14–25                 | スタディオ・オリンピコ（ローマ）       | [ 29 ] [ 30 ] [ 14 ]               |
| 14 | 2020 | 2月9日  | フランス | 35–22                 | スタッド・ド・フランス（パリ）         | [ 31 ] [ 32 ]                      |
| 15 | 2021 | 2月6日  | フランス | 10–50                 | スタディオ・オリンピコ（ローマ）       | [ 33 ] [ 34 ]                      |
| 16 | 2022 | 2月6日  | フランス | 37–10                 | スタッド・ド・フランス（パリ）         | [ 35 ] [ 36 ]                      |
| 17 | 2023 | 2月5日  | フランス | 24–29                 | スタディオ・オリンピコ（ローマ）       | [ 37 ] [ 38 ]                      |
| 18 | 2024 | 2月25日 | 勝者なし | 13–13                 | スタッド・ド・フランス（パリ）         | [ 39 ] [ 40 ] [ 41 ] [ 42 ] [ 43 ] |
| 19 | 2025 | 2月23日 | フランス | 73-24                 | スタディオ・オリンピコ（ローマ）       | [ 44 ] [ 45 ]                      |